# Khaneh siah ast
Khaneh siah ast (persiska: خانه سیاه است) är en iransk dokumentär kortfilm från 1963, skriven, regisserad och klippt av Forogh Farrokhzad.

## Handling
Khaneh siah ast skildrar en serie händelser i det dagliga livet hos en leprakolonis invånare, vilka lider av olika stadier av sjukdomen. En manlig röst (Ebrahim Golestan) beskriver leprans medicinska konsekvenser och påminner även om att den är behandlingsbar. Mellan den kliniska dialogen klipps citat ur Forogh Farrokhzads poesi, upplästa av henne själv, in och hon läser även stycken ur Gamla testamentet och Koranen.

## Medverkande
| Forogh Farrokhzad | – berättare (ej krediterad) |
| Ebrahim Golestan  | – berättare (ej krediterad) |
| Hossein Mansouri  | – sig själv (ej krediterad) |

## Produktion
Filmen blev den enda filmen Forogh Farrokhzad kom att regissera. Den spelades in hösten 1962 på en leprakoloni belägen utanför Tabriz i Östazarbaijan. Inspelningen gjordes över tolv dagar med ett filmteam bestående av tre personer. Farrokhzad kom efter filminspelningen att adoptera sonen till två av de leprasjuka, en av pojkarna som medverkade i filmens avslutande klassrumsscen.

## Mottagande
Filmen har kallats "den största av alla iranska filmer" av Jonathan Rosenbaum, och Mohsen Makhmalbaf har sagt att den är "den bästa iranska filmen som påverkat nutida iransk film." Khaneh siah ast anses ofta vara en av föregångarna till den iranska nya vågen.

### Engelska originalcitat
1. ↑  "the greatest of all Iranian films"
2. ↑  "the best Iranian film [to have] affected the contemporary Iranian cinema"